# Al-Dżurnijja (Damaszek)
Al-Dżurnijja (arab. الجرنية) – wieś w Syrii, w muhafazie Damaszek. W 2004 roku liczyła 271 mieszkańców.